# توم ماسون (ممثل)
توم ماسون (بالإنجليزية: Tom Mason)‏ هو ممثل أمريكي، ولد في 1 مارس 1949 ببروكلين في الولايات المتحدة.

## أعمال

### أفلام
- (1979) القيامة الآن[2]

### مسلسلات
- جاغ
- قانون ونظام

## وصلات خارجية
- توم ماسون على موقع IMDb (الإنجليزية)
- توم ماسون على موقع ألو سيني (الفرنسية)
- توم ماسون على موقع تيرنر كلاسيك موفيز (الإنجليزية)
- توم ماسون على موقع أول موفي (الإنجليزية)
- توم ماسون على موقع أول موفي (الإنجليزية)
- توم ماسون على موقع قاعدة بيانات الأفلام السويدية (السويدية)
- توم ماسون على موقع قاعدة بيانات الفيلم (الإنجليزية)
- توم ماسون على موقع كينوبويسك (الروسية)